# Флојдејда (Тексас)
Флојдејда (енгл. Floydada) град је у америчкој савезној држави Тексас. По попису становништва из 2010. у њему је живело 3.038 становника.

## Демографија
Према попису становништва из 2010. у граду је живело 3.038 становника, што је 638 (17,4%) становника мање него 2000. године.
| Група             | 2000.         | 2010.         |
| Белци             | 1.588 (43,2%) | 1.027 (33,8%) |
| Афроамериканци    | 152 (4,1%)    | 132 (4,3%)    |
| Азијати           | 5 (0,1%)      | 1 (0,0%)      |
| Хиспаноамериканци | 1.898 (51,6%) | 1.872 (61,6%) |
| Укупно            | 3.676         | 3.038         |